# 90 mm moździerz Typ 94

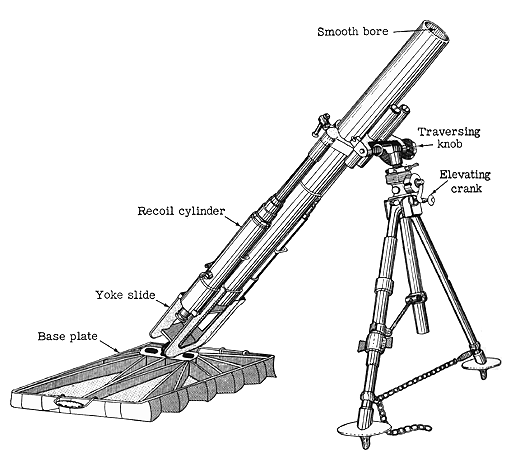
Rysunek moździerza pochodzący z instrukcji US Army

Type 94, (jap. 九四式軽迫撃砲, Kyūyonshiki-Kei-Hakugeki-Hou) – japoński moździerz kalibru 90 mm używany w okresie II wojny światowej. Wprowadzony do użycia w 1935 roku i używany przede wszystkim na froncie chińskim, broń ta nie była zbytnio lubiana przez żołnierzy przede wszystkim z powodu dużej masy własnej.
Produkowano dwa rodzaje pocisków - odłamkowe i zapalające.

## Dane taktyczno-techniczne
- Masa bojowa: 159 kg
- Długość lufy: 1,27 m
- Zasięg maksymalny: 3800 m